# Babylon Whores
Babylon Whores est un groupe de death rock finlandais.

## Formation
- Ike Vil (chant, claviers)
- Antti Litmanen (guitare)
- Pete Liha (batterie)
- Daniel Stuka (Taneli Nyholm) (basse)
- Boa (guitare)

### Ex-membres
- M. Ways (basse, 1994)
- Jussi Konttinen (guitare, 1994-1995)
- Kouta (batterie, 1995-1998)
- Jake Babylon (basse, 1994-1999)
- Ewo Meichem (guitare, 1994-1999)
- Antti Lindell (guitare live, 1999-2001)

## Discographie

### Albums
- 1997 : Cold Heaven
- 1999 : King Fear"
- 2002 : Death of the West

### Mini-albums
- 1995 : Sloane 313
- 1996 : Trismegistos
- 1998 : Deggael (A Rat's God)

### Singles
- 1994 : Devil's Meat
- 2000 : Errata Stigmata